# Ministero di tutti gli Ingegni
Il Ministero di tutti gli Ingegni fu formato per iniziativa di William Wyndham Grenville, I barone Grenville, nominato Primo Ministro del Regno Unito l'11 febbraio del 1806, a seguito della morte di William Pitt il Giovane. A fronte della situazione di conflitto in cui la nazione versava in quel momento, Grenville cercò di formare una vasta coalizione governativa il più salda possibile, accogliendo personalità politiche di spicco provenienti da quasi tutti i raggruppamenti politici, sebbene i seguaci di Pitt, guidati da George Canning, rifiutarono di aderire. L'ingresso di Charles James Fox fu accolto non senza perplessità, avendo più volte re Giorgio III manifestato un'accesa ostilità verso questi; tuttavia dinanzi alla ferma intenzione di soprassedere alle passate rivalità politiche mostrata dal re, numerosi altri esponenti politici si convinsero della necessità di supportare il governo.
Il Ministero così costituito tuttavia non riuscì pienamente nei suoi intenti, fallendo l'obiettivo di una pacificazione con la Francia. Ciononostante la sua azione condusse all'abolizione, nel 1807, della tratta degli schiavi nelle colonie britanniche, prima di frantumarsi e cadere sulla questione dell'Emancipazione dei Cattolici.
Seguì il Secondo Ministero Portland, guidato da William Henry Cavendish-Bentinck, III duca di Portland.

## Membri del Gabinetto, Febbraio 1806 – Marzo 1807
- Lord Grenville — Primo Ministro e Lord Tesoriere e Leader della Camera dei Lord
- Charles James Fox — Segretario di Stato per gli Affari Esteri e Leader della Camera dei Comuni
- Lord Erskine — Lord Cancelliere
- Lord Fitzwilliam — Lord Presidente del Consiglio
- Lord Sidmouth — Lord del Sigillo Privato
- Lord Spencer — Segretario di Stato per gli Affari Interni
- William Windham — Segretario di Stato per la Guerra e le Colonie
- Lord Howick — Primo Lord dell'Ammiragliato
- Lord Henry Petty — Cancelliere dello Scacchiere
- Lord Moira — Maggior-Generale del servizio approvvigionamenti dell'esercito
- Lord Ellenborough — Primo Giudice del Regio Tribunale

## Cambiamenti
- Settembre 1806 — Alla morte di Fox, Lord Howick gli succedette nel ruolo di Segretario di Stato per gli affari esteri e Leader della Camera dei Pari. Thomas Grenville succedette a Howick nell'Ammiragliato. Lord Fitzwilliam divenne Ministro senza Portafoglio, e Lord Sidmouth gli succedette come Lord Presidente. Lord Holland succedette a Sidmouth come Lord del Sigillo Privato.